# Greatest Hits III
Greatest Hits III je kompilační album britské rockové skupiny Queen, které bylo vydané v roce 1999. V roce 2000 se stalo součástí trojdiskového balení Platinum Collection (spolu se dvěma předchozími kompilacemi Greatest hits a Greatest hits II. ). Téhož roku vyšla i stejnojmenná VHS, která obsahovala jiné pořadí níže uvedených skladeb. „Living on My Own ´92“ byla nahrazena „Living on My Own ´93“ a „Thank God It's Christmas“ se objevila pouze v závěrečných titulcích.

## Seznam skladeb
1. „The Show Must Go On“ (Live s Eltonem Johnem) – 4:35 - předtím nevydáno na žádném albu ani singlu
2. „Under Pressure ´99“ ('Rah Mix', s Davidem Bowiem) – 4:08 - album version
3. „Barcelona“ (Nahráno Freddiem Mercurym a Montserrat Caballé) – 4:25 - single version
4. "Too Much Love Will Kill You" – 4:18
5. „Somebody to Love“ (Live s Georgem Michaelem) – 5:07
6. "You Don't Fool Me" – 5:22
7. "Heaven for Everyone" – 4:37 – single version
8. "Las Palabras de Amor" – 4:29
9. „Driven by You“ (Nahrané Brianem Mayem) – 4:09
10. „Living on My Own ´92“ (Nahrané Freddiem Mercurym, remixováno Julianem Raymondem – 3:37
11. "Let Me Live" – 4:45
12. „The Great Pretender“ (Nahrané Freddiem Mercurym) – 3:26
13. "Princes of the Universe" – 3:31
14. „Another One Bites the Dust ´98“ (Remixované Wyclef Jeanem) – 4:20
15. "No-One But You (Only The Good Die Young)" – 4:11
16. "These Are the Days of Our Lives" – 4:22
17. "Thank God It's Christmas" – 4:19